# Gaius Charles

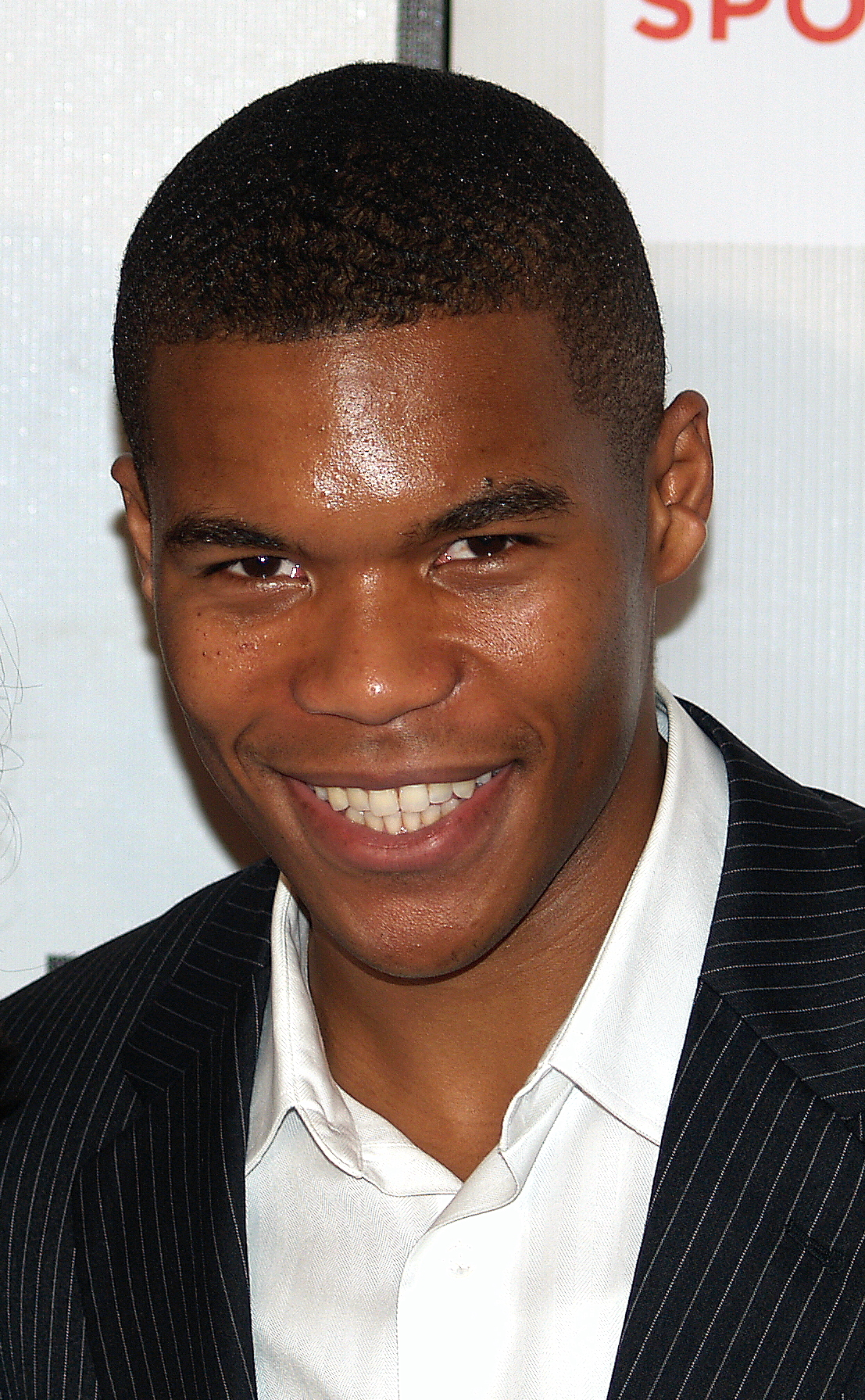
Gaius Charles 2008 in New York City beim Tribeca Film Festival

Gaius Charles (* 2. Mai 1983 in Manhattan, New York)  ist ein US-amerikanischer Schauspieler.

## Allgemeines
Charles wurde in Manhattan geboren, lebte aber auch in Queens. Später zog er mit seiner Familie nach Teaneck, New Jersey, wo er seinen Abschluss im Jahr 2001 an der Teaneck High School machte. Er besuchte die Carnegie Mellon University. Dort erlangte er den Bachelor of Fine Arts. Des Weiteren studierte er am National Institute of Dramatic Art in Sydney.

## Karriere
Er hatte viele kleine Gastauftritte, unter anderem in Law & Order: Special Victims Unit. Charles nahm an über 250 Vorsprechen teil, ehe er 2006 in den Cast von Friday Night Lights aufgenommen wurde. In den ersten beiden Staffel spielte er den Brian „Smash“ Williams im Hauptcast, in der dritten Staffel trat er nur als eine Nebenrolle auf. In der neunten Staffel der Krankenhausserie Grey’s Anatomy war Charles als ein Nebendarsteller zu sehen. Während der zehnten Staffel gehörte er zur Hauptbesetzung. Im Jahr 2017 spielte Charles in der ersten Staffel von NBCs TV-Dramaserie Taken, die auf der Taken-Filmreihe basiert.

## Filmografie (Auswahl)
- 2006: The Book of Daniel (Fernsehserie, Folge 1x08)
- 2006–2008: Friday Night Lights (Fernsehserie, 41 Folgen)
- 2007: Law & Order: Special Victims Unit (Fernsehserie, Folge 9x08)
- 2009: The Messenger – Die letzte Nachricht (The Messenger, Film)
- 2010: Takers (Film)
- 2010: Salt (Film)
- 2011: Pan Am (Fernsehserie, Folge 1x07)
- 2012: Navy CIS (Fernsehserie, Folge 9x21)
- 2012: Dr. Dani Santino – Spiel des Lebens (Necessary Roughness, Fernsehserie, vier Folgen)
- 2012–2014: Grey’s Anatomy (Fernsehserie, 46 Folgen)
- 2015: The Stanford Prison Experiment
- 2015: Drunk History (Fernsehserie, Folge 3x05)
- 2015–2016: Aquarius (Fernsehserie, 7 Folgen)
- 2016: Marvel’s Agents of S.H.I.E.L.D. (Fernsehserie, Folge 3x14)
- 2019–2020: God Friended Me (Fernsehserie)
- 2020–2022: Roswell, New Mexico (Fernsehserie)
- 2021: Land of Dreams (Film)
- 2022: Alice (Film)
- 2022: Queens (Fernsehserie)
- 2022: Wunderbare Jahre (The Wonder Years, Fernsehserie, eine Folge)
- seit 2023: The Walking Dead: Dead City (Fernsehserie)